# Derom (ö)
Derom är en ö i Eritrea.   Den ligger i regionen Södra rödahavsregionen, i den nordöstra delen av landet, 170 km öster om huvudstaden Asmara. Arean är 2,6 kvadratkilometer.
Terrängen på Derom är mycket platt. Öns högsta punkt är 20 meter över havet. Den sträcker sig 2,5 kilometer i nord-sydlig riktning, och 3,0 kilometer i öst-västlig riktning.